# Xitle
O vulcão Xitle situa-se nas faldas do Ajusco, no Distrito Federal mexicano. Trata-se de um cone de cinza, com inclinação variável entre os 30 e 40º, com uma elevação máxima aproximada de 3100 m.
A sua última erupção ocorreu cerca do ano 400. Entre as principais consequências desta erupção está a formação do pedregal de San Ángel, no sul da Cidade do México. Cuicuilco, uma importante cidade-estado da Mesoamérica foi totalmente destruída e coberta pela lava do Xitle, obrigando à deslocação dos seus habitantes, ao que parece, para Teotihuacan.